# 月精寺
月精寺（げっせいじ、ウォルジョンサ、월정사）は、江原特別自治道平昌郡の五台山にある仏教寺院。韓国仏教界の最大勢力である曹渓宗（大韓仏教曹渓宗）の第4教区本寺。

## 歴史
戒律宗の開祖である慈蔵律師によって643年（新羅善徳女王12年）に創建されたと伝承されている。

高麗時代の923年（太祖6年）に信孝禅師が重建を行った。1276年（忠烈王2年）に信義禅師が重建を行った。

李氏朝鮮時代の1392年（太祖元年）に有縁大師が重建を行った。

太宗による1407年（太宗7年）の仏教弾圧のさい、存続を許された88寺院の中に月精寺の名前はなく、廃寺になったようである。 しかし世宗による1424年（世宗6年）の仏教弾圧のさいは、存続を許された36寺院の中に月精寺は含まれた。（朝鮮の仏教#李氏朝鮮時代の仏教弾圧）

1684年（粛宗10年）、清河禅師が重建した。1744年（英祖20年）、朝廷により重建、1752年（英祖28年）に完工した。1832年（純祖32年）、泳潭・仁坡・静庵禅師が重建した。

日本統治時代の1911年、寺刹令施行規則（7月8日付）によって、朝鮮三十本山に指定された。（1924年以降は朝鮮三十一本山）
朝鮮戦争時、寺は反乱軍（北朝鮮側）の拠点になり、全焼した。現在の建物は1964年以降に再建されたものである。
2011年12月16日、89年ぶりに日本から返還された朝鮮王朝儀軌の「国民歓迎行事」が行われた。月精寺住職の正念（ジョンニョム）師は祝辞で、「（儀軌の返還は）日本と韓国の良心的な人たちの思いで成し遂げた快挙だ」と述べた。

## 文化財
- 八角九重石塔（国宝第48号）

高麗時代中期の多層石塔で高さは15.15メートル。朝鮮戦争のさい、破壊を免れた。